# Kangaatsiaq

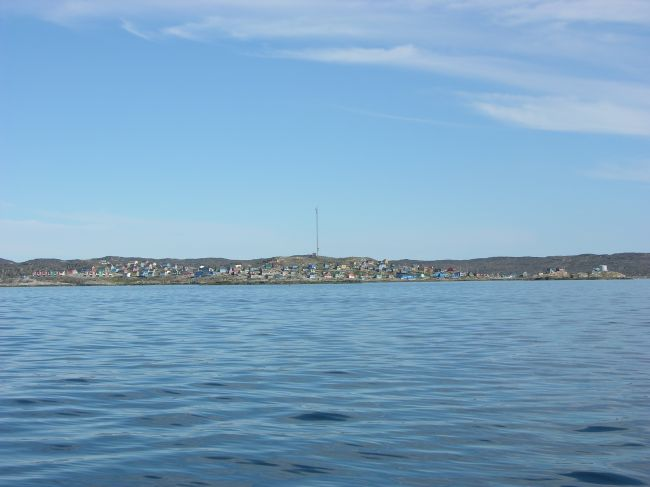
Kangaatsiaq

Kangaatsiaq (antigamente Kangâtsiaq) é uma pequena cidade da Gronelândia situada no município de Qaasuitsup. As vilas e cidades mais próximas são Attu, Niaqornaarsuk, Iginniarfik e Ikerasaarsuk.

## Transporte
A Air Greenland serve a localidade com voos somente no inverno através de helicóptero do Heliporto de Kangaatsiaq ao Aeroporto de Aasiaat e várias localidades no Arquipélago de Aasiaat. Durante o verão e o outono, quando as águas da Baía de Disko são navegáveis, o transporte e comunicação é feito somente por mar, servido pela Diskoline. São feitas viagens através de ferry para Ikerasaarsuk, Attu, Iginniarfik, Niaqornaarsuk e Aasiaat.

## População
A população de Kangaatsiaq tem flutuado ao longo das últimas duas décadas, em ligeira diminuição nos últimos anos. Em 1991 tinha 563 habitantes e em 2010 tinha 586.